# Mattia De Sciglio
Mattia De Sciglio (* 20. Oktober 1992 in Mailand) ist ein italienischer Fußballspieler. Zwischen 2012 und 2022 war der flexible Außenverteidiger Nationalspieler von Italien.

## Karriere

### Vereinskarriere
De Sciglio begann seine Karriere im Alter von 6 Jahren im Amateurverein G.S. S.S. Chiara and Francesco in der kleinen Gemeinde Rozzano im Süden von Mailand. In dieser Zeit hatte er ein Probetraining bei Inter Mailand, wurde aber wegen seines dünnen Körperbaus abgelehnt. Daraufhin wechselte er im Jahr 2001 in die Fußballschule Cimiano Calcio, welche eng mit der AC Mailand zusammenarbeitete.

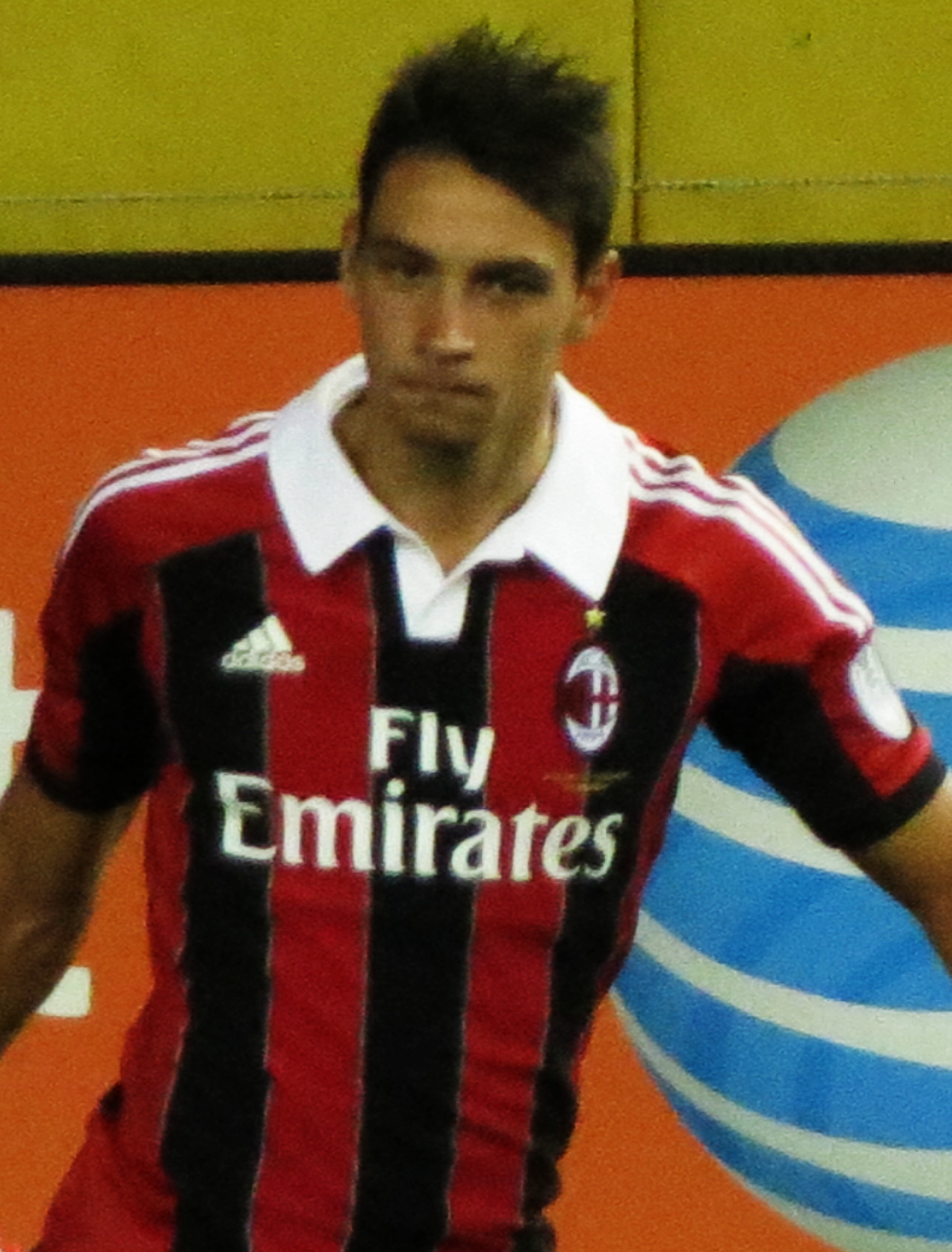
De Sciglio im Trikot der AC Mailand (2012)

#### AC Mailand
Bereits ein Jahr später wechselte er zur Saison 2002/03 in die Jugendabteilung der AC Mailand und durchlief dort alle Jugendstationen. Mit der U19-Auswahl gewann er dabei im Jahr 2010 den italienischen Jugendpokal. Seinen ersten Einsatz für die Profis absolvierte er am 28. September 2011, als er beim Champions-League-Gruppenspiel gegen Viktoria Pilsen in der 87. Minute für Ignazio Abate eingewechselt wurde. Sein erstes Spiel in der Serie A folgte im April 2012 gegen Chievo Verona, bei welchem er in der Startelf der Mailänder gestanden hatte. Bereits in seinem zweiten Jahr bei der 1. Mannschaft profitierte er von seinem flexiblen Positionsspiel auf den beiden Seiten der Außenverteidigung und absolvierte dadurch in der Saison 2012/13 27 Ligaspiele für die Rossoneri. In dieser Zeit war er ein fester Bestandteil der Startelf und wurde auch in das Team des Jahres der Serie A gewählt.
In den folgenden Jahren spielte er weiterhin regelmäßig, konnte aber aufgrund von mehreren Verletzungen die 27 Ligaspiele in keiner Spielzeit mehr erreichen. In der Saison 2015/16 erreichte De Sciglio mit der AC Mailand das Pokalfinale, dieses verlor die Mannschaft allerdings knapp mit 0:1 in der Verlängerung gegen Juventus Turin. Das folgende Spiel gegen Juventus im Superpokal konnten De Sciglio und die Mailänder im Dezember 2016 im Elfmeterschießen für sich entscheiden. De Sciglio absolvierte wettbewerbsübergreifend 133 Pflichtspiele für die AC Mailand.

#### Juventus Turin

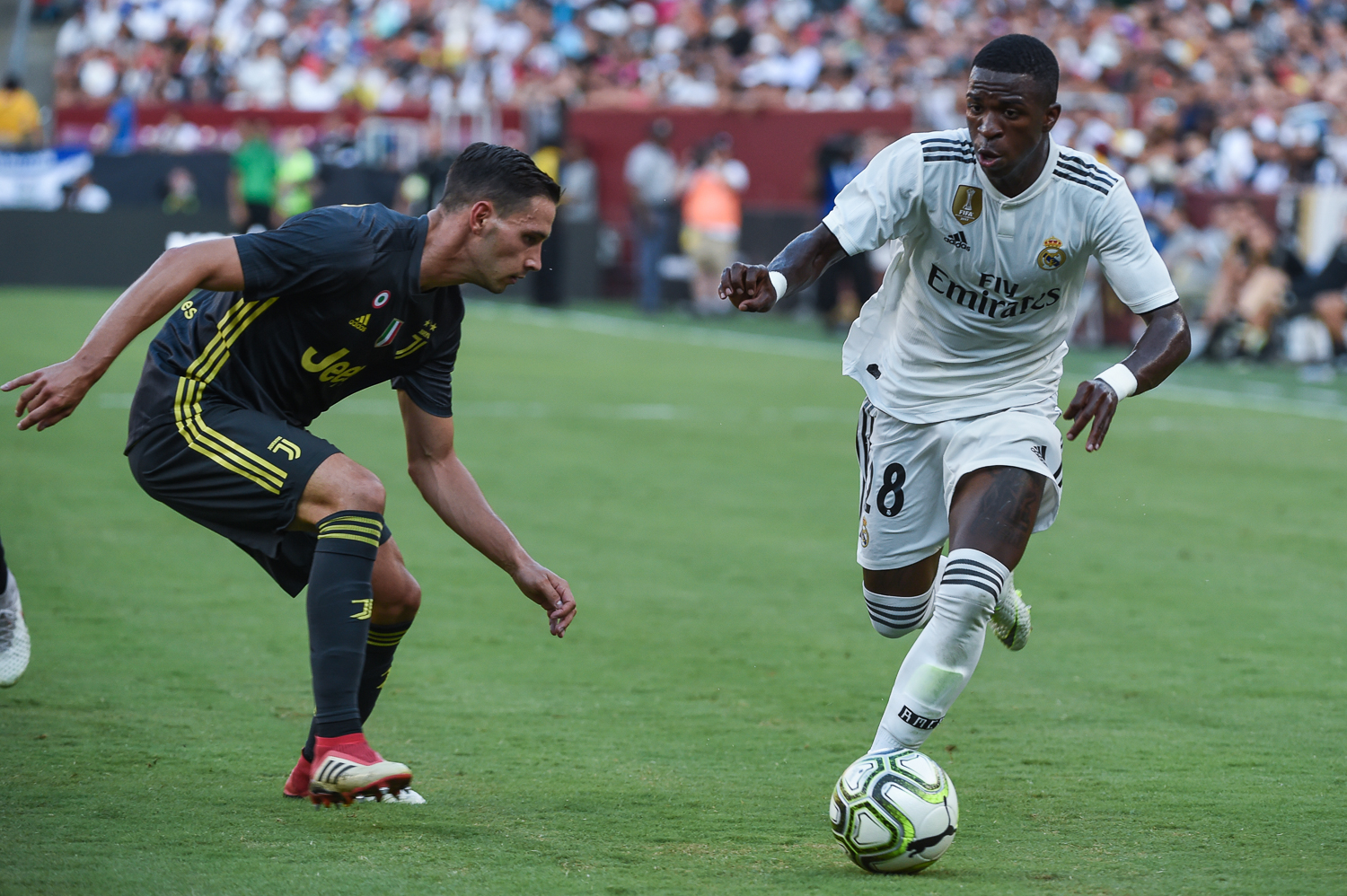
De Sciglio im Duell mit Vinícius Júnior (2018)

Im Juli 2017 wechselte er ligaintern zum amtierenden Meister Juventus Turin und unterschrieb dort einen langfristigen Vertrag bis Sommer 2022. Erstmals für Juventus spielte er Mitte August 2017 bei der 2:3-Niederlage im Finale des Superpokals gegen Lazio Rom, als er in der 56. Spielminute für Medhi Benatia eingewechselt wurde. Verletzungsbedingt verpasste er den Ligastart und so debütierte er erst Anfang November 2017 für Juventus in der Serie A. Drei Wochen später erzielte er beim 3:0-Heimsieg gegen den FC Crotone sein erstes Tor für die Turiner und damit auch sein erstes Tor im Profifußball. De Sciglio konnte sich über die komplette Spielzeit hinweg nicht gegen die Stammspieler Alex Sandro und Stephan Lichtsteiner auf der Außenverteidiger-Position durchsetzen und so stand er in seinem ersten Jahr in Turin nur bei 12 Ligaspielen auf dem Spielfeld. Mit Juventus erreichte er das Halbfinale der Champions League, gewann in der Saison 2017/18 die italienische Meisterschaft und im Finale gegen seinen ehemaligen Verein AC Mailand auch den italienischen Pokal. In der Saison 2018/19 spielte er regelmäßiger für Juventus und kam insgesamt auf 22 Ligaspiele, wovon er bei 19 in der Startelf gestanden hatte. De Sciglio konnte in diesem Jahr mit Juventus erneut die Meisterschaft gewinnen, allerdings schied der Verein trotz teuren Neuzugängen wie Cristiano Ronaldo und João Cancelo sowohl im Pokal als auch in der Champions League bereits im Viertelfinale aus. Zu Beginn der Spielzeit 2019/20 verletzte sich De Sciglio beim Spiel gegen die SSC Neapel am Beinbeuger. Dadurch verpasste er in diesem Jahr viele Spiele und absolvierte wettbewerbsübergreifend nur 13 Pflichtspiele für Juventus.

##### Leihe zu Olympique Lyon
Für die Saison 2020/21 wechselte er leihweise nach Frankreich zu Olympique Lyon. In Frankreich war er unter Cheftrainer Rudi Garcia von Beginn an ein wichtiger Bestandteil und spielte dadurch regelmäßig für Lyon, auch wenn er häufig erst im Laufe des Spiels eingewechselt wurde. De Sciglio spielte während der Leihe in der Ligue 1 und im nationalen Pokal insgesamt 33-mal für Olympique Lyon. Der Verein beendete die Saison zwei Punkte hinter der AS Monaco auf dem 4. Tabellenplatz und verpasste damit knapp die Qualifikation zur Champions League.

##### Rückkehr nach Turin
Nach der Leihe kehrte er zu Juventus Turin zurück und gehörte dort fortan wieder zum Kreis der regelmäßig eingesetzten Spielern. Am Ende der Saison 2021/22 verlängerte er seinen auslaufenden Vertrag bis Sommer 2025. Anfang Mai 2023 verletzte er sich beim Ligaspiel gegen die US Lecce am Kreuzband und fiel nach der notwendigen Operation mehrere Monate aus. Erst am 30. März 2024 wurde De Sciglio beim Ligaspiel gegen Lazio Rom für Samuel Iling-Junior eingewechselt und spielte damit 333 Tage nach seiner Verletzung erstmals wieder für Juventus. Sieben Wochen später gewann er mit Juventus gegen Atalanta Bergamo zum zweiten Mal den italienischen Pokal, auch wenn er im Finale nicht im Spieltagskader gestanden hatte.

##### Leihe zum FC Empoli
Ende August 2024 wechselte de Sciglio leihweise für die Saison 2024/25 zum FC Empoli. Für Empoli absolvierte er 16 Ligaspiele, stand dabei aber nur siebenmal in der Startelf. Anfang Februar 2025 erzielte De Sciglio gegen seinen eigentlichen Stammverein Juventus sein erstes und einziges Tor im blauen Trikot. Er erreichte mit dem Verein erstmals in dessen Geschichte das Halbfinale des italienischen Pokals, dort musste man sich jedoch dem späteren Pokalsieger FC Bologna geschlagen geben. In der Liga rutschte die Mannschaft nach einem guten Saisonstart in den Abstiegskampf ab und belegte am Ende der Saison Platz 18, was den Abstieg in die Serie B bedeutete. Mit dem Ende der Leihe endete für De Sciglio auch der Vertrag bei Juventus Turin.

### Nationalmannschaft

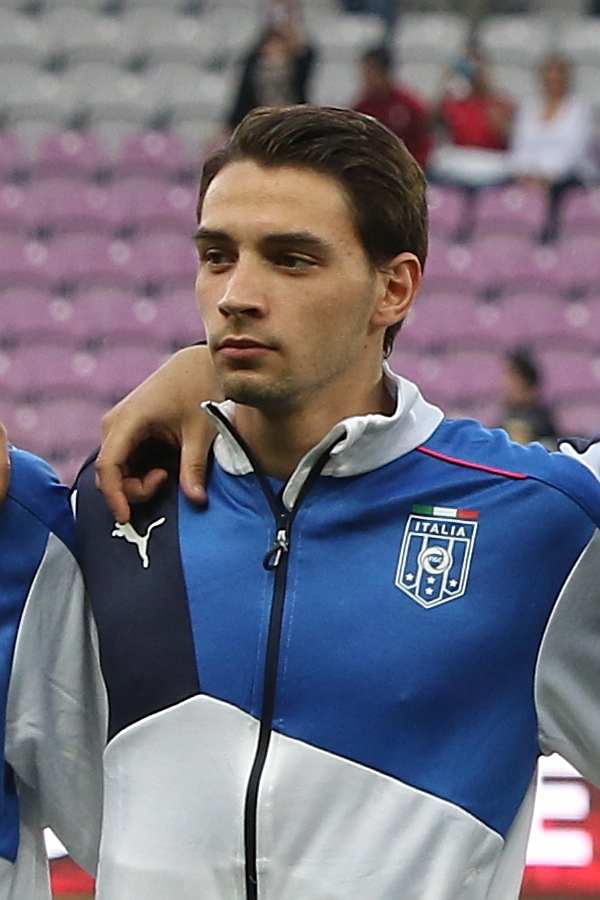
De Sciglio bei der Nationalmannschaft (2015)

Zwischen 2010 und 2012 spielte er für die italienische U19, U20 und U21-Auswahl. Dabei erzielte er im Oktober 2010 für die U19-Auswahlmannschaft im Freundschaftsspiel gegen die Färöer-Inseln sein erstes Tor im Trikot der Nationalmannschaft.
Nachdem er im August 2012 erstmals von Nationaltrainer Cesare Prandelli in den Kader der A-Nationalmannschaft Italiens einberufen wurde, debütierte er für diese am 21. März 2013 beim Freundschaftsspiel gegen Brasilien, welches mit einem 2:2-Unentschieden endete. Drei Monate später gehörte er dem italienischen Aufgebot für den FIFA-Konföderationen-Pokal in Brasilien an. Italien verlor bei dem Turnier das Halbfinale gegen Spanien und gewann im Anschluss das Spiel um Platz 3 im Elfmeterschießen gegen Uruguay. De Sciglio stand dabei mit Ausnahme der Niederlage im Halbfinale bei allen Spielen in der Startelf von Italien. Im weiteren Verlauf des Jahres verpasste er verletzungsbedingt viele Länderspiele, aber im Sommer 2014 gehörte er zum Kader für die Weltmeisterschaft in Brasilien. Bei der WM spielte er nur im letzten Gruppenspiel für Italien und die Auswahlmannschaft schied nach Niederlagen gegen Costa Rica und Uruguay bereits in der Gruppenphase aus dem Turnier aus. 2 Jahre später, mit regelmäßigen Einsätzen für die Nationalmannschaft, gehörte er auch bei der Europameisterschaft 2016 in Frankreich zum Aufgebot von Italien und Nationaltrainer Antonio Conte. Zu Beginn der Europameisterschaft war er nur Ersatzspieler und erst im dritten Gruppenspiel gegen Irland rückte er in die Startelf auf. Danach stand De Sciglio aber auch im Achtelfinale und im Viertelfinale in der Startelf von Italien. Das Viertelfinale verloren die Italiener im Elfmeterschießen gegen Deutschland, De Sciglio verwandelte dabei einen Elfmeter. Nach der EM gehörte De Sciglio unter dem neuen Trainer Gian Piero Ventura nicht zum Stammpersonal und kam nur unregelmäßig zum Einsatz. Nach Verpassen der Weltmeisterschaft 2018 gehörte er unter Roberto Mancini zunächst wieder regelmäßig zum Kader und kam vermehrt zum Einsatz. Doch ab Mitte 2019 wurde er nicht mehr für die Nationalmannschaft einberufen und auch bei der siegreichen Europameisterschaft 2021 gehörte er nicht zum Aufgebot von Italien. Im März 2022 bestritt er im Freundschaftsspiel gegen die Türkei sein 40. und bisher letztes Länderspiel. Seitdem wurde er nicht mehr berücksichtigt.

## Erfolge

### Vereinstitel
- Italienischer Meister (3): 2018, 2019, 2020 (Juventus Turin)
- Italienischer Pokalsieger (2): 2018, 2024 (Juventus Turin)
- Italienischer Superpokalsieger (3): 2011, 2016 (AC Mailand), 2018 (Juventus Turin)
- Italienischer Jugendpokalsieger: 2010 (AC Mailand)

### Nationalmannschaft
- 3. Platz beim FIFA-Konföderationen-Pokal: 2013

### Individuelle Auszeichnungen
- Team des Jahres der Serie A: 2013[5]